# Tocaima
Tocaima és una ciutat i municipi de la província de l'Alto Magdalena, Cundinamarca, Colòmbia, fundada el 20 de març de 1544 pel conquistador espanyol Hernán Venegas Carrillo. La ciutat és travessada pel riu Pati, el qual de vegades inunda la ciutat.

## Fills il·lustres
- Carlos Julio Ramírez (1916-1986), cantant líric (baríton).

## Història
Abans de colonització espanyola, l'àrea era la casa dels Guacana, una tribu amerindia pertanyent al poble indígena d'Amèrica Panche. El nom de Tocaima es va posar en honor d'un llegendari guerrer d'aquesta tribu, durant el període governant del cacic Guacana.
Es creu que Tocaima és l'única ciutat de Cundinamarca que té un títol reial i escut d'armes concedit per Carles V del Sacre Imperi Romanogermànic el 7 de febrer de 1549, en agraïment a la lleialtat i la bona fama de la ciutat.
El 1581, la ciutat fou completament destruïda per una inundació devastadora del riu Pati. El President Juan de Borja va enviar al Capità Martin de Ocampo que va refundar la ciutat, el 18 de març de 1621, construint el Convent de San Jacinto i la seva capella contigua.
Durant la descolonització de Colòmbia d'Espanya el 1810, Tocaima va ser representada en l'assemblea constituent pel jurista Miguel de Tobar y Zerrato i Juan Salvador Rodriguez de Lago. El cabildo colonial, o consell administratiu colonial, fou restablert aquell any mateix. La nova Constitució de Cundinamarca, es va crear el 1815 i va dividir la nació en cantons, el que va provocar una confrontació entre el cantó de Tocaima i el cantó veí de La Mesa. El 1816, Espanya va reconquerir les colònies i en conseqüència va represaliar el nou govern creat.
Després de la derrota final dels espanyols el 1819, els colonitzadors van declarar la independència total d'Espanya i van crear la República de Gran Colòmbia, que va estar dirigida pel General Santander i el 1822 va restablir el cantó de Tocaima.
El 1906, Tocaima era notable pel seu or i mines de coure, però a partir de 1920 ja no es va extraure més minerals.